# Yaya Banhoro
Yaya Banhoro (Ouagadougou, 1º gennaio 1996) è un calciatore burkinabé, attaccante svincolato della nazionale burkinabé.

## Caratteristiche tecniche
È un'ala sinistra.

## Carriera

### Nazionale
Il 2 settembre 2017 ha esordito con la nazionale burkinabé in occasione del match di qualificazione per i Mondiali 2018 pareggiato 0-0 contro il Senegal.

## Statistiche
Statistiche aggiornate al 6 novembre 2018.

### Cronologia presenze e reti in nazionale
| Cronologia completa delle presenze e delle reti in nazionale ― Burkina Faso | Cronologia completa delle presenze e delle reti in nazionale ― Burkina Faso | Cronologia completa delle presenze e delle reti in nazionale ― Burkina Faso | Cronologia completa delle presenze e delle reti in nazionale ― Burkina Faso | Cronologia completa delle presenze e delle reti in nazionale ― Burkina Faso | Cronologia completa delle presenze e delle reti in nazionale ― Burkina Faso | Cronologia completa delle presenze e delle reti in nazionale ― Burkina Faso | Cronologia completa delle presenze e delle reti in nazionale ― Burkina Faso |
| Data                                                                        | Città                                                                       | In casa                                                                     | Risultato                                                                   | Ospiti                                                                      | Competizione                                                                | Reti                                                                        | Note                                                                        |
| --------------------------------------------------------------------------- | --------------------------------------------------------------------------- | --------------------------------------------------------------------------- | --------------------------------------------------------------------------- | --------------------------------------------------------------------------- | --------------------------------------------------------------------------- | --------------------------------------------------------------------------- | --------------------------------------------------------------------------- |
| 2-9-2017                                                                    | Dakar                                                                       | Senegal                                                                     | 0 – 0                                                                       | Burkina Faso                                                                | Qual. Mondiali 2018                                                         | -                                                                           | 79’                                                                         |
| Totale                                                                      |                                                                             | Presenze                                                                    | 1                                                                           |                                                                             | Reti                                                                        | 0                                                                           |                                                                             |